# Réforme de l'orthographe française de 1835

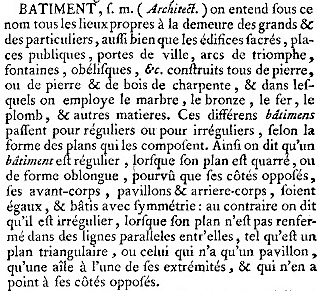
Exemple de texte antérieur à la réforme de 1835. Encyclopédie, 1re édition, 1751.

La réforme de l’orthographe française de 1835 correspond à la publication de la sixième édition du Dictionnaire de l’Académie française. Elle rendit obsolètes de nombreuses graphies et donna au français moderne son visage contemporain en effectuant le passage « du françois au français ». Dans de nombreux cas, elle simplifie ou régularise l’orthographe, ou la rend plus conforme à la prononciation ; cependant, elle revient aussi à certaines formes étymologiques plus complexes par l’utilisation de digrammes ph, rh th, etc., comme dans rhythme, aphthe. L'édition du Dictionnaire de 1878 reviendra partiellement sur cette dernière modification (rythme, aphte).

## Modifications
Les deux principaux changements sont le passage des diphtongues oi à ai dans d’innombrables mots (ceux dont c'était devenu la prononciation), et le pluriel des mots en -nt qui se faisait encore en -ns est systématisé en -nts (bien des pluriels comme « dents », « ponts », etc., le faisaient déjà). En typographie (et non en orthographe), disparaît également l’utilisation du signe « & » pour « et » en prose courante. Le s long est supprimé.[réf. souhaitée]
Avant 1835
« Ma foi, je connois le françois & les savans, les dents de mes parens, &c. »
Après 1835
Ma foi, je connais le français et les savants, les dents de mes parents, etc.
Aujourd'hui prononcée « oua » en français standard, la graphie oi a longtemps représenté (et représente souvent encore) des prononciations variées comme « ouai » (des traces en restent dans le français parlé au Québec) ou « ai » (ainsi, le fossile vivant connoisseur qui existe encore en langue anglaise se prononçait déjà « connaisseur » lors de son emprunt vers 1710). Un siècle en avance sur la réforme, Voltaire avait déjà demandé en vain le passage de oi à ai ; il l’avait même mis en pratique dans la première édition de son ouvrage de 1751 Le Siècle de Louis XIV.
La publication de la sixième édition est aussi l'occasion de supprimer le supplément de la cinquième édition de 1798, contenant les « mots nouveaux en usage depuis la Révolution ».

## Mise en application
D'après Ferdinand Brunot, la mainmise du pouvoir sur la société et en particulier sur l'université a permis une diffusion rapide de la nouvelle orthographe. Il note que « après l'édition de 1835, il ne resta que l'innocente protestation des Débats et de la Revue des Deux-Mondes, obstinés à écrire prenans au lieu de prenants, pour rappeler un temps où chacun écrivait à son gré, sans passer pour un homme dépourvu d'éducation. » 
La Revue des Deux-Mondes résiste en effet au changement jusqu'en 1919. Chateaubriand lui-même refusa d'appliquer les pluriels en « -ants » et persista à écrire « oi » et non « ai ».